# Flemsøya
Flemsøya  est une île de la commune de Ålesund, du comté de Møre og Romsdal, dans la mer de Norvège. C'est une île de l'archipel de Nordøyane.

## Description
L'île de 14,3 km2 est située entre les îles de Haramsøya et Fjørtofta. L'île est reliée à l'île voisine de Haramsøya par le Ullasund Bridge (en). Le littoral est et sud est plat, le reste de l'île est montagneux. Le point culminant, Skulen, domine l'île à 492 mètres. Le village de Longva (en) est situé sur le côté ouest de l'île, le long du fjord de Longva.
Le réseau routier de ponts et tunnels Nordøyvegen (en) relie l'île de Fjørtofta au continent et à ses îles voisines depuis 2022.
Au centre de l'île se trouve la réserve naturelle de Bakkedalen créée en 1996 pour la protection de la plus grande zone intacte de tourbière de la région.

## Galerie

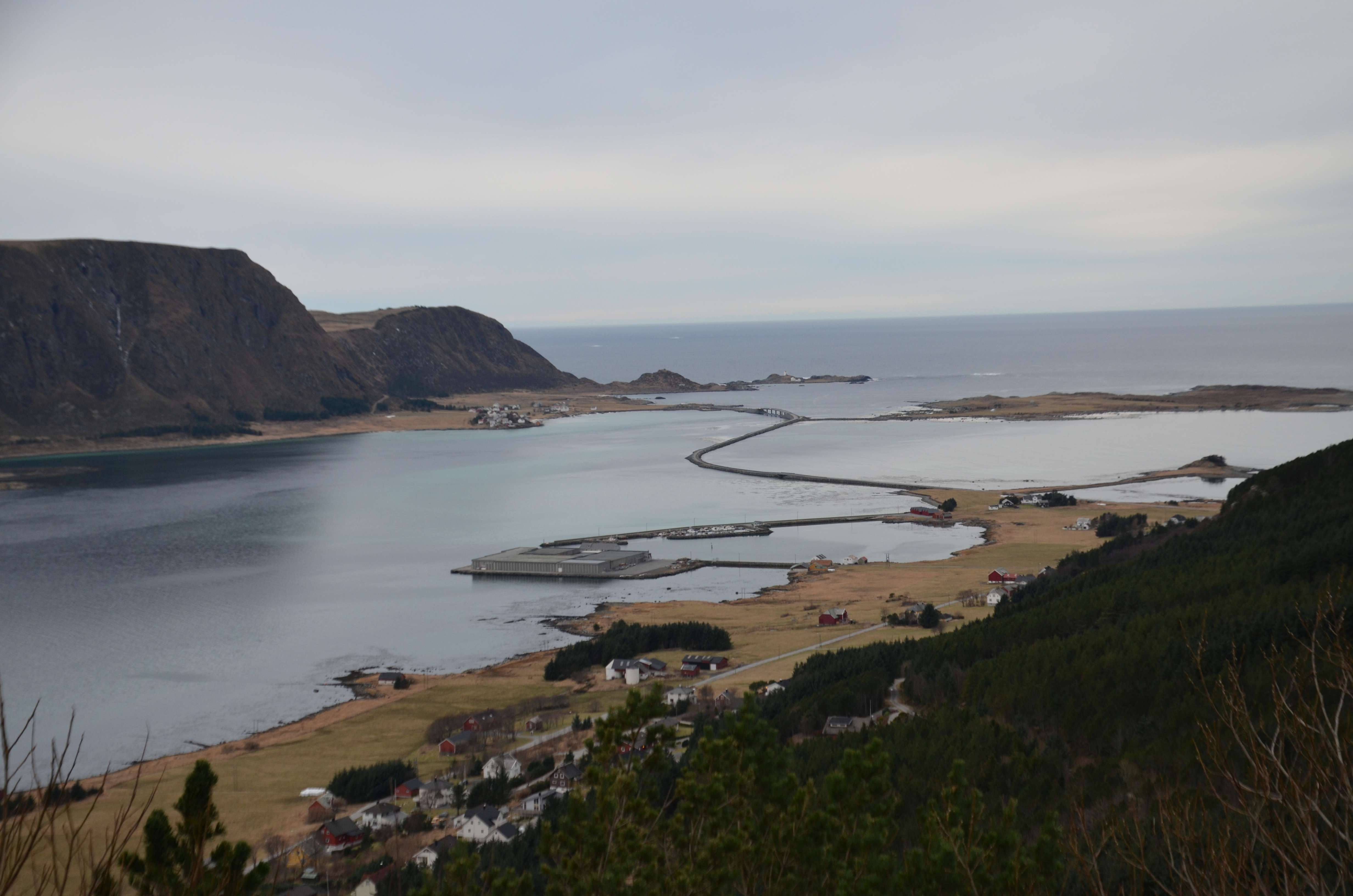
Le village de Longva et la route vers Haramsoya